# Депортиво Лара
Депортиво Лара — (ісп. A.C.D. Lara, Deportivo Lara) — венесуельський футбольний клуб з Кабударе, штат Лара, заснований 1 липня 2009 році, і вже після першого сезону піднявся до Прімера Дивізіону.